# ديفيد غينز (عالم بيئة)
ديفيد غينز (بالإنجليزية: David Gaines)‏ هو عالم بيئة أمريكي، ولد في 30 ديسمبر 1947، وتوفي في 11 يناير 1988.